# Irma Flis
Irma Flis (r. Kacin), slovenska igralka, pisateljica, prevajalka, publicistka in filmska kritičarka, * 9. december 1925, Reka, Cerkno, † 8. januar 2005, Izola.

## Življenje in delo
Irma Flis, rojena Kacin, se je rodila v družini zadružnega delavca Dominika Kacina. Osnovno šolo je obiskovala v rojstnem kraju in kanalu ob Soči (1932-1936), nato učiteljišče v Tolminu (1936-1943). Po kapitulaciji fašistične Italije se je septembra 1943 pridružila partizanom. Tu je bila najprej namestnica nato pa komisarka čete v Vojkovi brigadi, kasneje pa stalna članica igralske skupine IX. korpusa. Demobilizirana je bila kot kapetan JLA. V letih 1945-1951 je bila zaposlena na radiu Ljubljana kot urednica italijanske redakcije, nekaj časa je bila vmes urednica Radia Slovensko Primorje v Ajdovščini in vršilka dolžnosti direktorja Radia Koper. V letih 1951−1954 je kot svobodna novinarka živela na Dunaju in Berlinu, kjer je bil njen mož Drago Flis svetnik jugoslovanske ambasade. Iz obeh mest je prispevala več sestavkov za slovenske in jugoslovanske časopise in revije. Po letu 1954 je bila urednica filmske rubrike in filmskih kritik pri Radiu Beograd. Udeleževala se je domačih in tujih filmskih festivalov ter bila članica sveta repertoarne komisije filmskega festivala v Beogradu. Objavila je več novel in črtic v slovenskih in jugoslovanskih in revijah. Napisala je scenarij za film Rana jesen (Jadran film, Zagreb  1978) in izdala prevode: Nebeški odred (COBISS) Italijanski neorealizam (Beograd, 1960), Bludnica dostojna poštovanja (Jean-Paul Sartre, La putain respectueuse, Beograd 1960) in Vila Finci- Kontinijevih (Giorgio Bassani, Il giardino dei Finzi Contini) (COBISS). Veliko je prevajala tudi za jugoslovanske in italijanske filmske producente.